# Betty Ford
Elizabeth Ann Bloomer (Betty) Ford (Chicago (Illinois), 8 april 1918 – Rancho Mirage (Californië), 8 juli 2011) was de echtgenote van de Amerikaanse president Gerald Ford en was de first lady van de Verenigde Staten tussen 1974 en 1977. Ze was de oprichter en van 1982 tot 2005 voorzitter van het Betty Ford Center.

## Jonge leven
Ze werd geboren in Chicago en stond al sinds haar kindertijd bekend als Betty. Ze was het derde kind, en enige dochter van William Stephenson Bloomer Sr., een vertegenwoordiger van Royal Rubber Co en zijn vrouw Hortense Neahr. Betty had twee oudere broers, Robert en William Jr. Na kort in Denver gewoond te hebben, groeide ze op in Grand Rapids in de staat Michigan.
Na de Beurskrach van 1929, toen Betty elf jaar was, begon ze een carrière als model en leerde ze andere kinderen dansen als de foxtrot, wals en Big Apple. Ze studeerde ook dans aan de Calla Travis Dance Studio en studeerde af in 1935.
Toen ze zestien was overleed haar alcoholistische vader door een koolstofmonoxide-vergiftiging, terwijl hij in de garage aan de auto aan het sleutelen was, ondanks dat de garagedeuren open stonden, daags voor zijn 60ste verjaardag. Of dit een ongeluk was of zelfmoord, is nooit duidelijk geworden. Nadat ze in 1933 van de middelbare school afstudeerde, wilde ze dans studeren in New York, maar haar moeder weigerde dat. In plaats daarvan ging ze naar de Bennington School of Dance in Vermont bij Martha Graham. In 1976 zou Graham de Presidential Medal of Freedom krijgen van Betty.

## Carrière

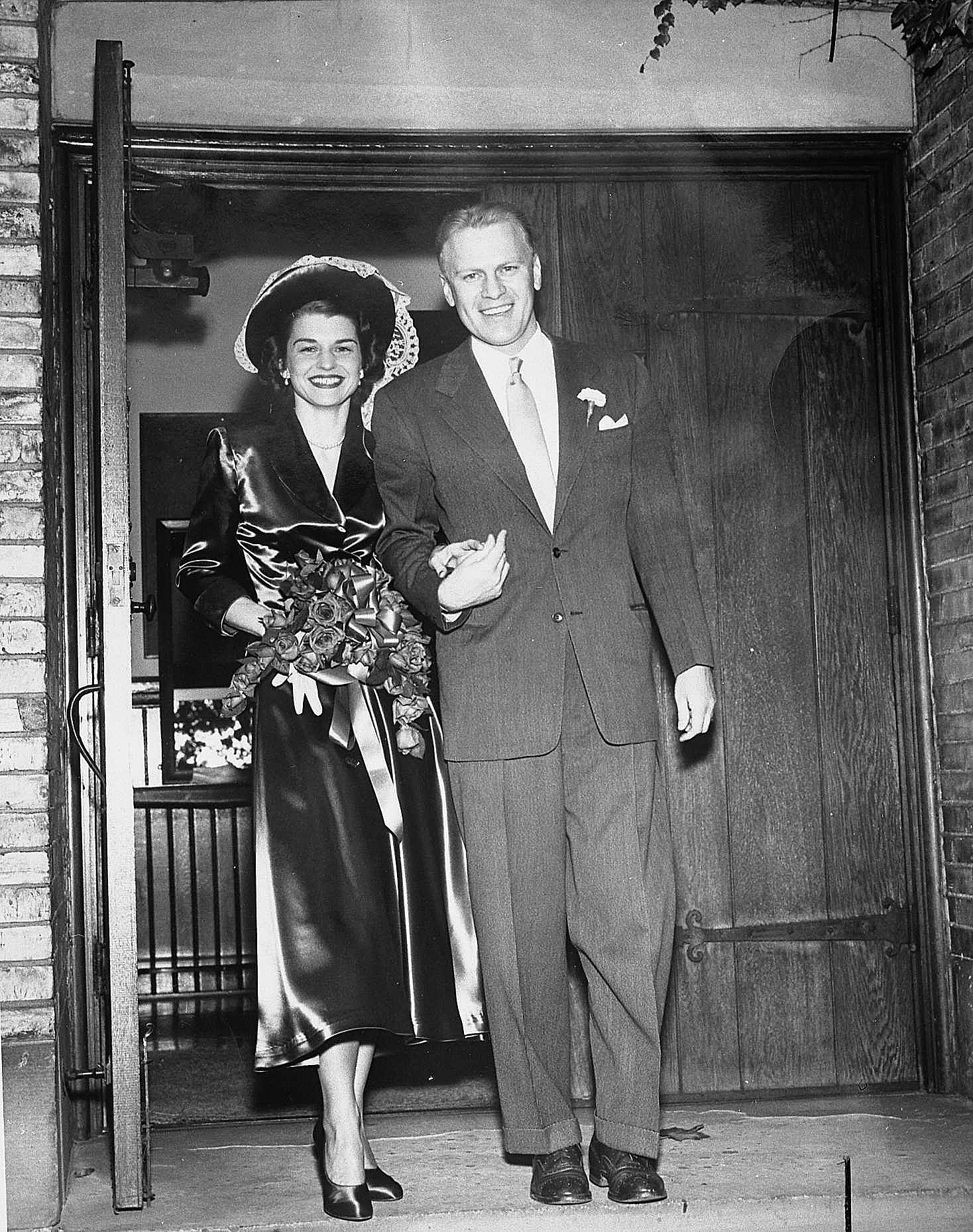
Huwelijk met Gerald Ford in 1948

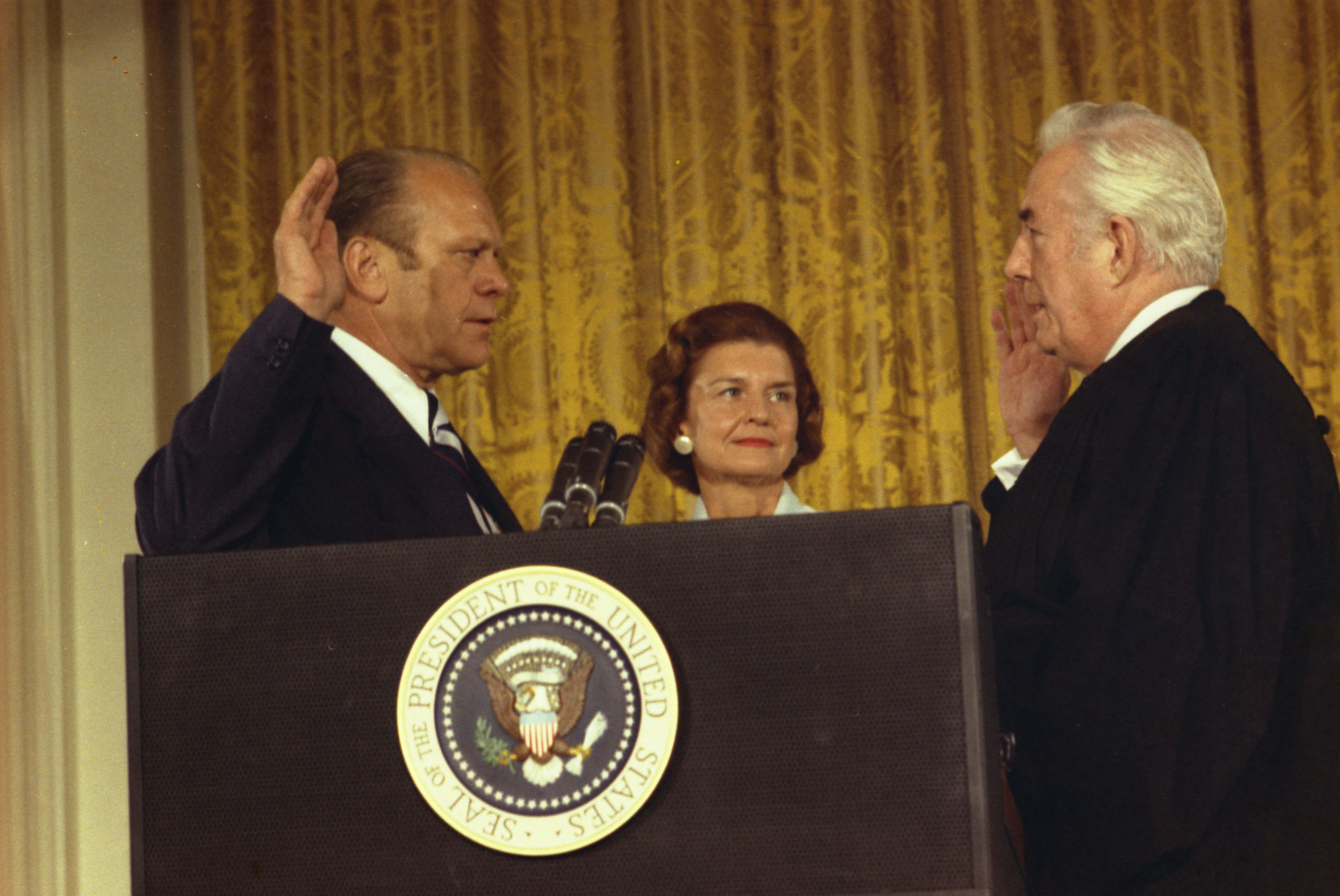
Vicepresident Gerald Ford legt de eed af als 38ste president van de Verenigde Staten voor Chief Justice Warren Burger, Betty kijkt toe.

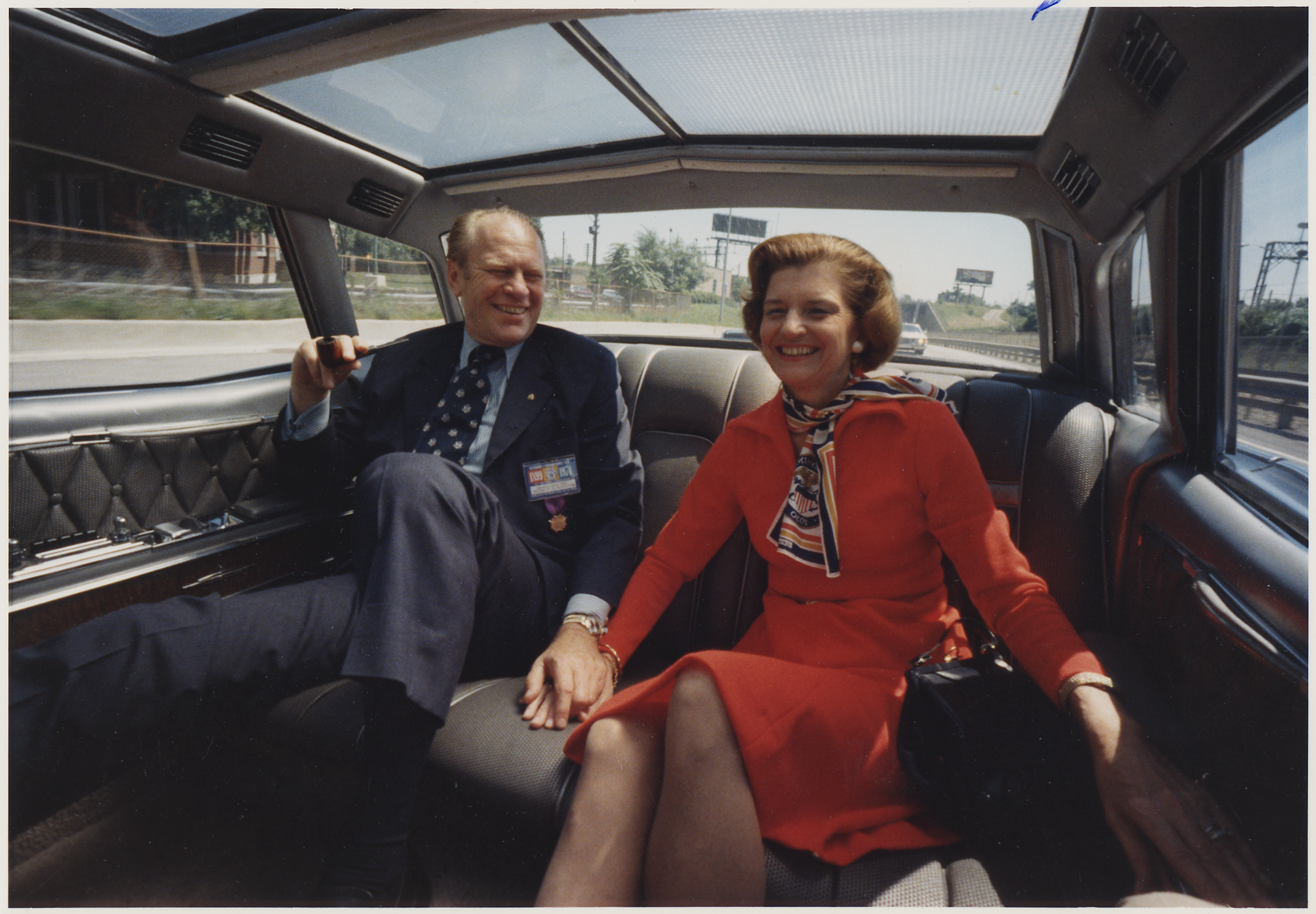
De Fords in een limousine, 1974

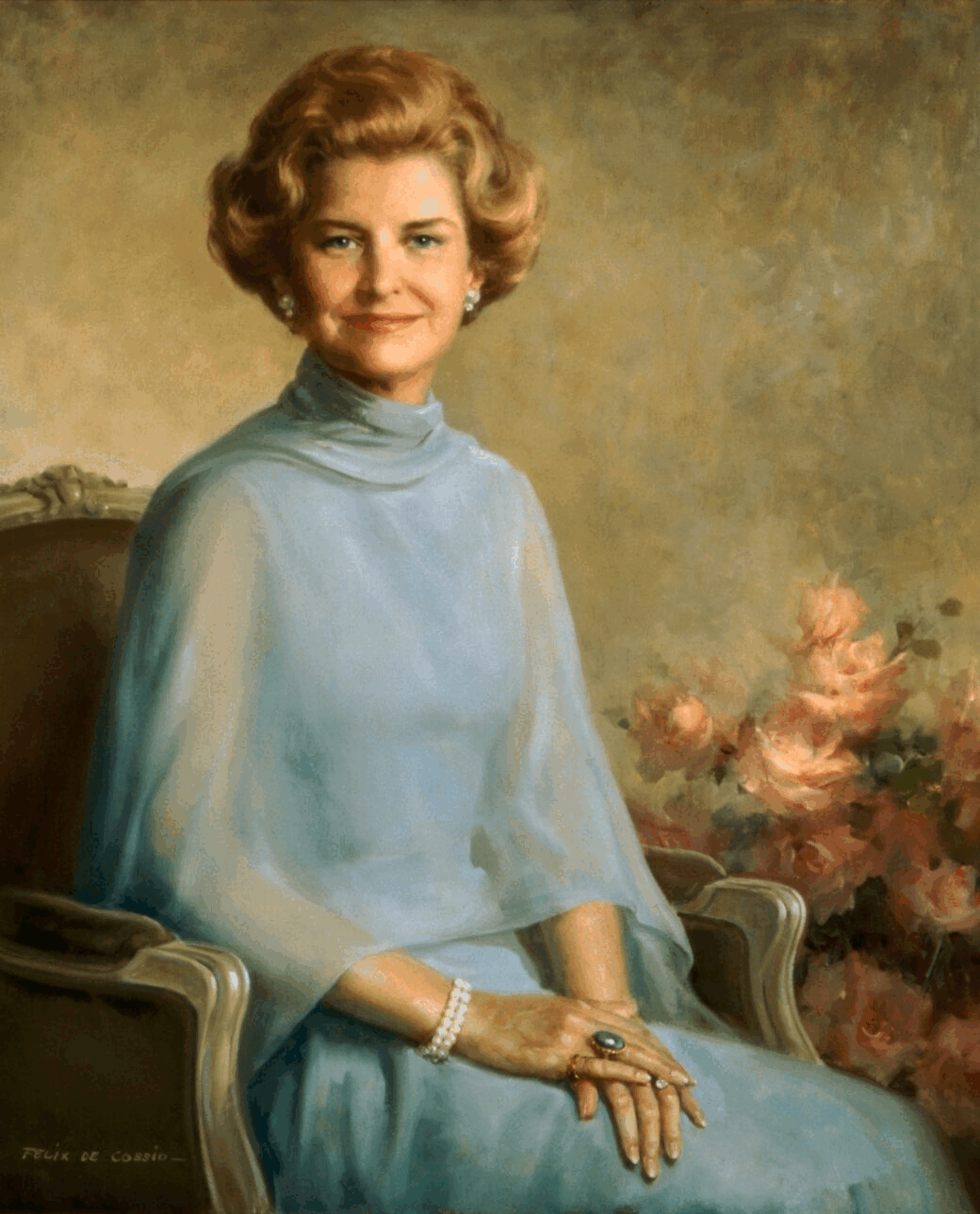
Betty Fords officiële portret van het Witte Huis, geschilderd in 1977 door Felix de Cossio

De Fords en toenmalig president George W. Bush in 2006

Nadat Graham haar accepteerde als studente verhuisde Betty naar Chelsea in Manhattan en werkte als model voor John Robert Power om haar studies te financieren. Haar moeder, die hertrouwd was met Arthur Meigs Godwin, steunde de carrièrekeuze van haar dochter niet en stond erop dat haar dochter naar huis kwam maar Betty weigerde. Uiteindelijk kwamen ze tot een compromis. Ze zou zes maanden terug naar huis gaan en als het in New York niet lukte moest ze terugkeren naar Michigan wat ze uiteindelijk deed in 1941. Ze werd er modecoördinator voor een plaatselijke winkel. Ze had een eigen dansgroep en gaf dansles op verscheidene plaatsen in Grand Rapids, ook aan kinderen met een handicap.

## Huwelijken en familie
In 1942 trouwde Betty met William G. Warren, een meubelverkoper die ze al kende sinds ze twaalf jaar was. Al snel begonnen ze verzekeringen te verkopen en verhuisden vaak omwille van zijn werk. Op een gegeven moment woonden ze in Toledo waar ze in een winkel werkte als model en verkoopster. Warren was een alcoholist met een slechte gezondheid. Vlak nadat Betty besloten had om een echtscheidingsprocedure op te starten, viel hij in een coma. Ze verzorgde hem nog twee jaar totdat hij ontwaakte en uiteindelijk scheidden ze op 22 september 1947 op grond van buitensporige, herhaalde wreedheid. Ze hadden geen kinderen.
Op 15 oktober 1948 trouwde Elizabeth Bloomer Warren met Gerald R. Ford Jr., een advocaat en veteraan van de Tweede Wereldoorlog in Grand Rapids. Ford voerde toen campagne voor zijn eerste van dertien termijnen in het Huis van Afgevaardigden. Het huwelijk werd uitgesteld tot kort voor de verkiezingen omdat Ford twijfelde over de reacties van de kiezers als hij een gescheiden vrouw huwde.
Het koppel, dat 58 jaar getrouwd bleef, kreeg vier kinderen:
- Michael Gerald Ford (1950)
- John Gardner Ford (roepnaam "Jack", 1952)
- Steven Meigs Ford (1956)
- Susan Elizabeth Ford (1957)

De Fords verhuisden naar een buitenwijk van Washington D.C. en woonden daar 25 jaar. Ford werd de belangrijkste Republikein en werd vicepresident toen Spiro Agnew ontslag nam in 1973. Eén jaar later werd hij president nadat Richard Nixon gedwongen moest aftreden na het Watergateschandaal.

## First lady
The New York Times zei ooit dat de impact van Betty Ford op de Amerikaanse cultuur een stuk groter en blijvender was dan die van haar man die 896 dagen president was, waarvan de meeste tijd besteed werd om het imago van het presidentschap op te krikken. Betty was een vooruitstrevende vrouw die voor gelijke rechten voor vrouwen streefde en met haar kinderen sprak over drugs, abortus en voorhuwelijkse seks. In een interview in 1975 zei Ford dat haar van alles werd gevraagd behalve hoe vaak zij en de president seks hadden. "Als ze het gevraagd hadden zou ik het gezegd hebben", zei ze, en haar antwoord zou zijn: "zo vaak mogelijk".
Nadat ze op het tv-programma 60 Minutes verscheen en openlijk vertelde hoe ze met haar dochter zou omgaan als die een affaire zou hebben en de mogelijkheid dat haar kinderen experimenteerden met marihuana, noemden enkele conservatieven haar "No Lady" en eisten zelfs aftreding. Maar zover kwam het niet.
Tijdens haar tijd als first lady trad ze ook op als advocaat voor vrouwenrechten. Ze steunde de wet voor gelijke rechten en de legalisatie van abortus. Het was zelfs onduidelijk of president Ford het wel eens was met de opvattingen van zijn vrouw maar hij verklaarde later helemaal achter Betty te staan.
Enkele weken nadat Betty first lady werd, moest ze een borst laten afzetten omdat ze aan borstkanker leed. Haar openheid over haar ziekte zorgde ervoor dat mensen meer over de ziekte praatten, wat voordien nog een taboe was. Betty verklaarde dat "als andere vrouwen deze operatie zouden hebben het niet in de kranten komt, maar die van mij wel omdat ik de vrouw van de president was. Ik deed vele vrouwen beseffen dat borstkanker hen ook kon overkomen. Ik weet dat ik op z’n minst één persoon gered heb, misschien meer". Enkele weken later onderging de vrouw van vicepresident Nelson Rockefeller eenzelfde operatie.

## Betty Ford Center
In 1978 confronteerde haar gezin Betty met haar alcoholisme en verslaving aan pijnstillers die ze al sinds de jaren zestig nam. In haar memoires in 1987 schreef ze ik hield van alcohol, ik werd er warm van. En ik hield van pillen, ze namen de spanning en pijn weg. Nadat ze in 1982 volledig afgekickt was, richtte ze het Betty Ford Center op in Rancho Mirage, Californië, een centrum voor behandeling tegen chemische afhankelijkheid. Grote waardering verwierf ze door de oprichting van dit Betty Ford Centrum, waar beroemdheden zoals Elizabeth Taylor, David Hasselhoff, Johnny Cash en Aaron Carter, maar ook gewone burgers hun verslavingen overwonnen. Ook dit leidde weer tot het feit dat Amerikanen meer over deze zaken gingen praten. In 1987 publiceerde ze het boek Betty, a glad awakening. In 2003 kwam er een nieuw boek uit Healing and Hope: Six Women from the Betty Ford Center Share Their Powerful Journeys of Addiction and Recovery.
In 2005 stapte ze op als voorzitter van de raad van bestuur en stond haar plaats af aan haar dochter Susan Ford.

## Latere leven
Betty en Gerald gingen in Rancho Mirage wonen en in 1978 bracht ze het autobiografisch boek The times of my life uit. In 1987 werd Betty Ford opgenomen in de Michigan Women's Hall of Fame. In 1999 kregen zowel Betty als Gerald Ford de Congressional Gold Medal als eerbetoon aan hun werk dat ze verrichtten en de humanitaire bijdragen voor het Amerikaanse volk. Op 26 december 2006 overleed Gerald Ford op 93-jarige leeftijd in hun woonplaats in Rancho Mirage, Californië, waardoor Betty weduwe werd. Ondanks haar hoge leeftijd en zwakke lichamelijke conditie reisde ze het hele land door en woonde ze de begrafenisplechtigheden voor haar echtgenoot in Californië, Washington DC en Michigan bij.
In 1987 onderging Betty Ford een viervoudige coronaire bypassoperatie en herstelde ze zonder complicaties. Op 5 april 2007 werd bekendgemaakt dat Betty in het ziekenhuis lag en herstellend was, hoewel de precieze reden niet gegeven werd. Tijdens het ziekenhuisverblijf vierde ze haar 89ste verjaardag. Ze was niet in staat om op 14 juli dat jaar de begrafenis van voormalig first lady Lady Bird Johnson bij te wonen. Haar dochter Susan vertegenwoordigde haar moeder op de begrafenisdienst.
Betty Ford overleed vier jaar later, op 8 juli 2011 in het Eisenhower Medical Center in haar woonplaats Rancho Mirage, Californië. Oud-first lady Nancy Reagan maakte haar overlijden bekend. Ze stierf op 93-jarige leeftijd en werd even oud als haar echtgenoot. Haar begrafenisdienst werd gehouden in Palm Desert, Californië, op 12 juli 2011, in aanwezigheid van meer dan 800 mensen. Onder andere de voormalige president George W. Bush, first lady Michelle Obama en voormalige first lady's Rosalynn Carter, Nancy Reagan en Hillary Rodham Clinton woonden de plechtigheid bij. Rosalynn Carter, Cokie Roberts en Geoffrey Mason, een lid van het bestuur van het Betty Ford Center, leverden lofredes. Op 13 juli werd haar kist overgevlogen naar Grand Rapids, waar ze die nacht in het Gerald Ford Museum te ruste werd gelegd. Op 14 juli werd een tweede dienst gehouden waarop Lynne Cheney een lofrede hield. Tijdens haar lofrede merkte mevrouw Cheney op dat het die dag de 98ste verjaardag zou zijn geweest van oud-president Gerald Ford. Aanwezigen waren onder andere voormalig president Bill Clinton, voormalig vicepresident Dick Cheney en voormalige first lady Barbara Bush. Na de dienst werd ze naast haar man begraven op het terrein van het museum.
- Bibliothèque nationale de France: cb16550986x (data)
- CiNii: DA17122603
- Gemeinsame Normdatei: 121304469
- International Standard Name Identifier: 0000 0001 0994 3425
- Library of Congress Control Number: n50024808
- National Archives and Records Administration: 10678036
- Bibliotheek van het Japanse parlement: 00928311
- Nationale Bibliotheek van Tsjechië: kup19970000028261
- Nationale Bibliotheek van Israël: 987007463406505171
- Nederlandse Thesaurus van Auteursnamen: 072183055
- SNAC: w6hr4pfp
- Système universitaire de documentation: 093479042
- Virtual International Authority File: 84478887
- WorldCat: E39PBJmttVwKcF37WQfxhhXrv3

Martha Washington ·
Abigail Adams ·
Martha Jefferson Randolph ·
Dolley Madison ·
Elizabeth Kortright Monroe ·
Louisa Adams ·
Emily Donelson ·
Sarah Yorke Jackson ·
Angelica Van Buren ·
Anna Harrison ·
Letitia Tyler ·
Priscilla Tyler ·
Julia Tyler ·
Sarah Polk ·
Margaret Taylor ·
Abigail Fillmore ·
Jane Pierce ·
Harriet Lane ·
Mary Lincoln ·
Eliza Johnson ·
Julia Grant ·
Lucy Hayes ·
Lucretia Garfield ·
Mary McElroy ·
Rose Cleveland ·
Frances Cleveland ·
Caroline Harrison ·
Mary Harrison McKee ·
Ida McKinley ·
Edith Roosevelt ·
Helen Taft ·
Ellen Wilson ·
Edith Wilson ·
Florence Harding ·
Grace Coolidge ·
Lou Hoover ·
Eleanor Roosevelt ·
Bess Truman ·
Mamie Eisenhower ·
Jacqueline Kennedy ·
Lady Bird Johnson ·
Pat Nixon ·
Betty Ford ·
Rosalynn Carter ·
Nancy Reagan ·
Barbara Bush ·
Hillary Clinton ·
Laura Bush ·
Michelle Obama ·
Melania Trump ·
Jill Biden ·
Melania Trump